# Günter Rossow
Günter Rossow (* 17. Mai 1913 in Deutsch Krone; † 31. Juli 1992 in Marktredwitz) war ein deutscher Bildhauer. Die Bandbreite seiner Werke umfasste realistische und stilisierte Darstellungen sowie phantastische und abstrakte Formen.

## Leben

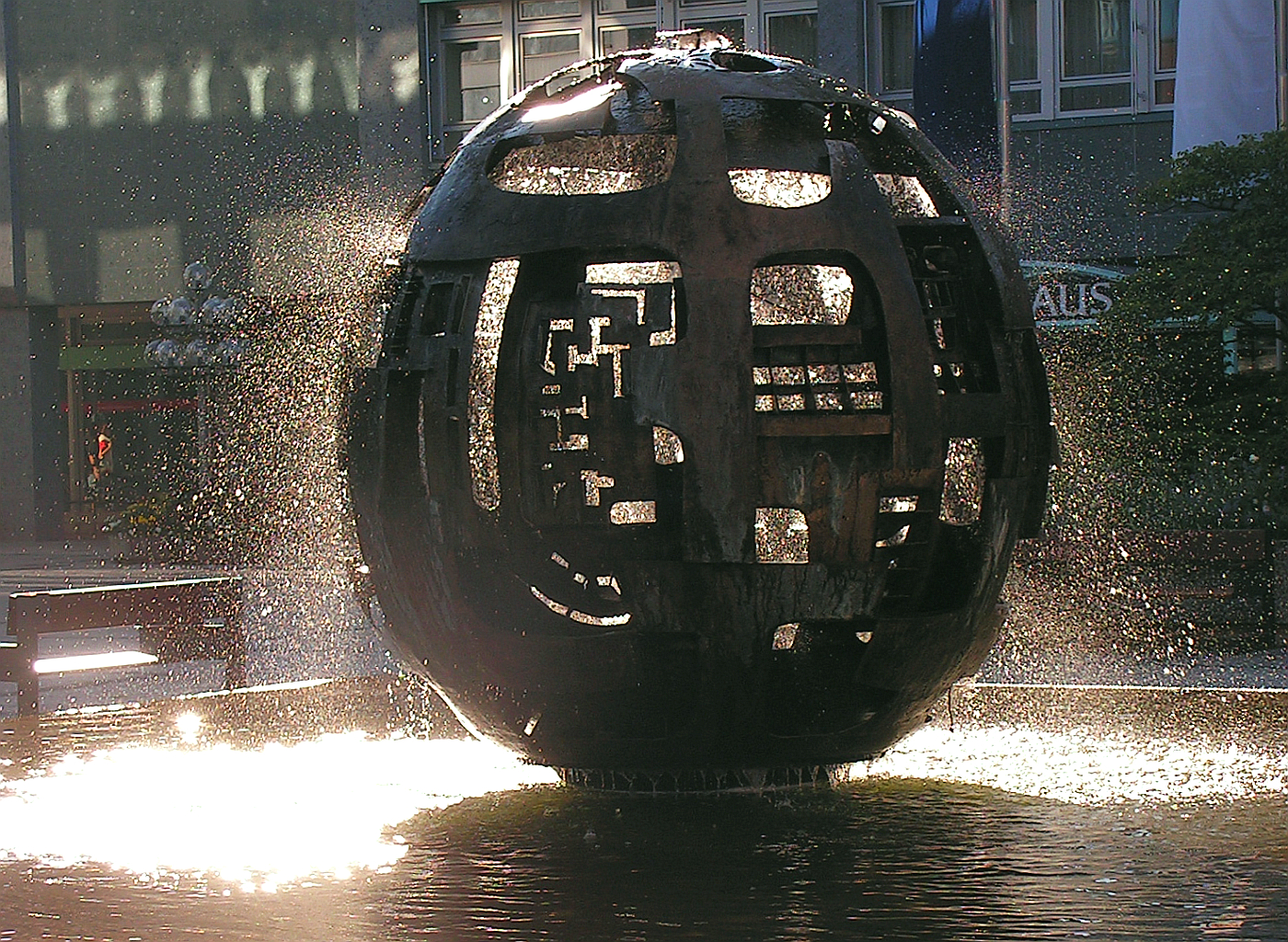
Kugelbrunnen in Bayreuth

Bereits 1927 fertigte er als Jugendlicher erste Holzarbeiten an. 1935 besuchte er die Steinbildhauerfachschule in Wunsiedel bei Artur Sansoni, 1936 die Holzschnitzschule Bad Warmbrunn (Schlesien). Im darauffolgenden Jahr war er an der Kunstakademie in Düsseldorf bei Edwin Scharff eingeschrieben, 1938 an der Akademie der Bildenden Künste in München bei Thorak. 1939 erhielt er seinen Einberufungsbefehl zum Zweiten Weltkrieg. 1940 heiratete er in Wunsiedel. 1945 kehrte er aus dem Krieg und aus amerikanischer Kriegsgefangenschaft zurück. Er bezog einen neun Quadratmeter großen Raum als Atelier, der gegenüber dem heutigen Hotel „Wunsiedler Hof“ gelegen war. 1950 baute er das erste richtige Atelier auf dem Katharinenberg, zur gleichen Zeit empfing er erstmals größere Auftragsarbeiten. Im Jahr 1960 baute er ein Wohnhaus neben seinem Atelier. Zu dieser Zeit nahm er auch an öffentlichen Wettbewerben teil und hatte Ausstellungen im In- und Ausland. 1968 baute er den Kugelbrunnen vor dem Rathaus in Bayreuth. 1970–89 erweiterte er sein Atelier und gewann größere Wettbewerbe. In dieser Zeit schuf er auch weitere Brunnen und Figuren in vielen deutschen Städten. Seine letzte Arbeit, „Johannes mit Kind“, vollendete er 1991.

## Auszeichnungen
- Verdienstmedaille der Stadt Wunsiedel (1978)
- Kulturpreis der oberfränkischen Wirtschaft für das Lebenswerk (1987)
- Bundesverdienstkreuz am Bande (1988)